# Piràlids
Els piràlids (Pyralidae) són una família de lepidòpters ditrisis de la superfamília dels piraloïdeus (Pyraloidea). En moltes classificacions les Crambidae s'han tractat com una subdivisió de les Pyralidae, darrerament Munroe & Solis, in Kristensen (1999) conserva els Crambidae com a família independent.

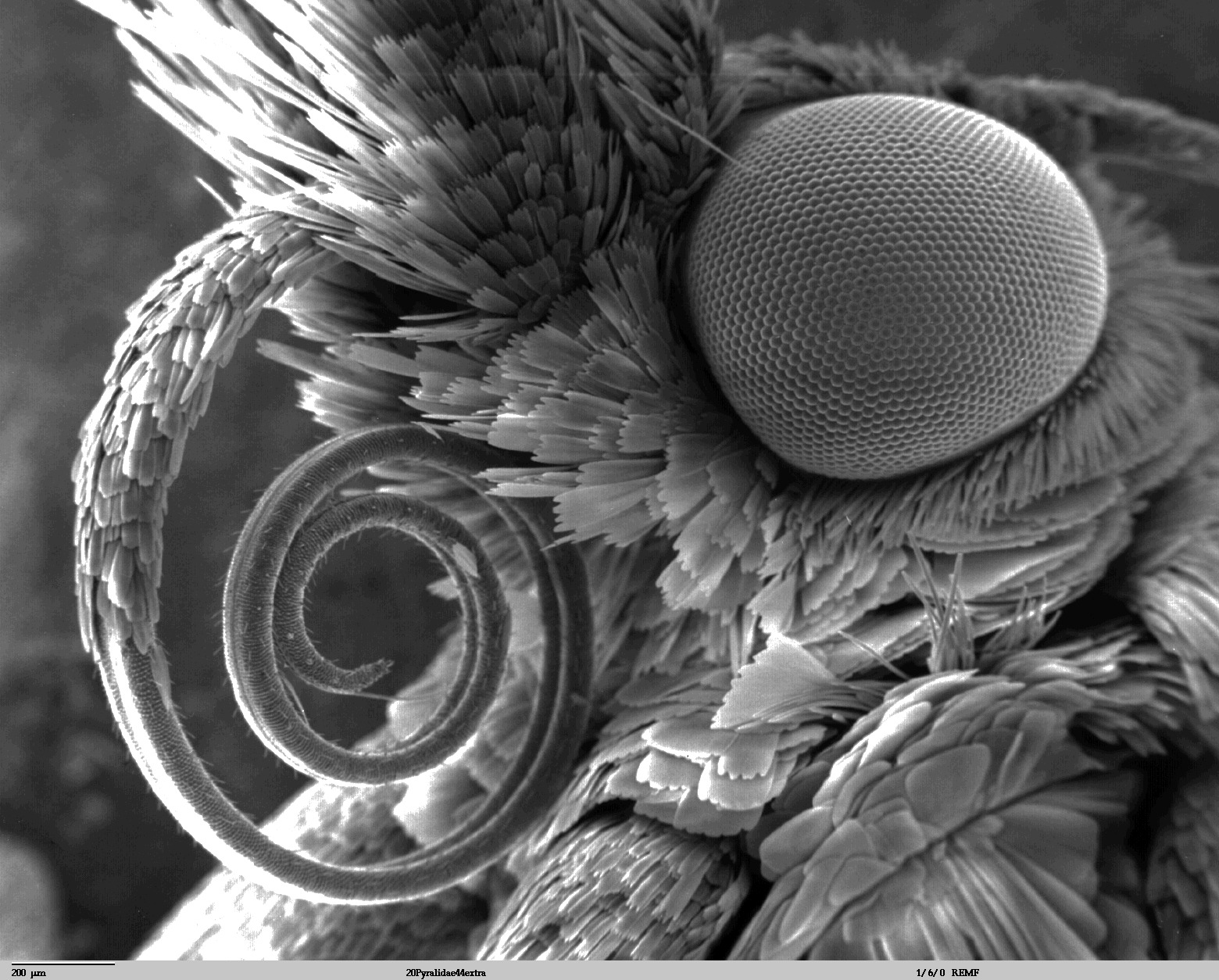
Cap d'un piràlid

## Piràlids perjudicials per a la humanitat
- Homoeosoma nebulella, menja gira-sols
- Plodia interpunctella cosmopolita, en cereals emmagatzemats i altres productes vegetals
- Pyralis farinalis - en cereals emmagatzemats
- Galleria mellonella - Parasita ruscs d'abelles
- Achroia grisella - Parasita els ruscs d'abelles

El corc europeu del blat de moro (Ostrinia nubilalis) en canvi, està classificat dins la família Crambidae.

## Piràlids útils
- Arcola malloi, es fa servir en el control biològic de la mala herba alligator

## Subfamílies
- Els Chrysauginae comprenen 400 espècies sobretot neotropicals.
- Els Epipaschiinae comprenen unes 550 espècies en regions tropicals i temperade, excepte Europa.
- Els Galleriinae comprenen unes 300 espècies a tot el món.
- Els Phycitinae (= Anerastiinae, Peoriinae) comprenen uns 600 gèneres i unes 4.000 espècies a tot el món.